# خورشیدگرفتگی ۲۹ اوت ۱۸۶۷
خورشیدگرفتگی ۲۹ اوت ۱۸۶۷ (به انگلیسی: Solar eclipse of 29 August 1867) یک خورشیدگرفتگی از نوع خورشیدگرفتگی کامل بود. این خورشیدگرفتگی در تاریخ ۲۹ اوت ۱۸۶۷ روی داد که زمان اوج آن، ساعت ۱۳:۱۳:۰۷ به‌وقت ساعت هماهنگ جهانی بوده‌است. مدت‌زمان و طول این خورشیدگرفتگی ۰۲ دقیقه و ۵۱ ثانیه بود.